# Eternal Tears of Sorrow
Eternal Tears of Sorrow je finski simfonijski/melodični death metal sastav osnovan 1994. godine.

## Članovi
- Altti Veteläinen - vokal, bas-gitara
- Jarmo Kylmänen - čisti vokal
- Jarmo Puolakanaho - gitara
- Mika Lammassaari - gitara
- Janne Tolsa - klavijature
- Juho Raappana - bubnjevi

## Diskografija
Studijski albumi
- Sinner's Serenade (1997.)
- Vilda Mánnu (1998.)
- Chaotic Beauty (2000.)
- A Virgin and a Whore (2001.)
- Before the Bleeding Sun (2006.)
- Children of the Dark Waters (2009.)
- Saivon lapsi (2013.)

## Vanjske poveznice
- Službena web stranica